# NGC 463

NGC 463

NGC 463 هي مجرة محدبةتبعد حوالي 264 مليون سنة ضوئية من الأرض في كوكبة الحوت. اكتشفها عالم الفلك الفرنسي إدوارد ستيفان في 16 ديسمبر 1871.

## صور أخرى

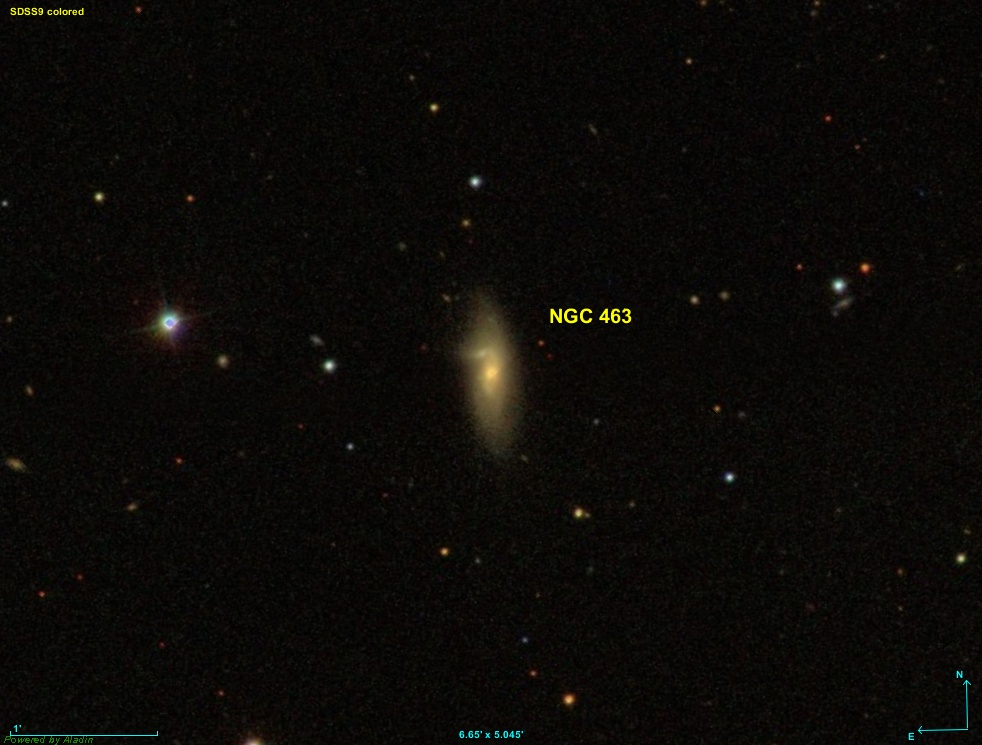
صورة كبيرة NGC 463.

## وصلات خارجية
- NGC 463 على موقع ويكي سكاي: DSS2, SDSS, GALEX, IRAS, Hydrogen α, X-Ray, Astrophoto, Sky Map, Articles and images